# Белов, Пётр Андреевич (спортивный судья)
Пётр Андре́евич Бело́в (30 мая [12 июня] 1909, Санкт-Петербург — 7 мая 1985, Ленинград) — советский футболист, защитник. После окончания карьеры игрока — футбольный арбитр международной категории, арбитр по хоккею с мячом.

## Биография

### Карьера игрока
Воспитанник спортивной секции ленинградской фабрики «Возрождение». Играл за команду родного предприятия с 1927 года, пока в 1934 году не был приглашён в футбольный коллектив Ленинградского металлического завода, переживавший масштабную реорганизацию. Был разносторонним спортсменом: он выступал за команды завода в соревнованиях не только по футболу, но и по баскетболу, волейболу и хоккею с мячом. В 1936 году защитник сыграл за футбольную команду (уже выступавшую под названием «Сталинец») 5 из 6 матчей группы Б первого чемпионата СССР.
Во время войны был эвакуирован в Омск в составе завода «Прогресс» и до 1945 года вместе с такими игроками, как Алексей Ларионов и молодой Всеволод Бобров выступал за сборную города в различных турнирах.
В послевоенный период сосредоточился на деятельности футбольного арбитра.

### Карьера арбитра
Ещё выступая как футболист за команду фабрики «Возрождение», в 1930 году Белов стал членом судейской коллегии Ленинграда и неоднократно обслуживал городские футбольные матчи разных уровней. В 1939 году он получил первую судейскую категорию. 11 мая 1941 года впервые вышел на поле в качестве главного арбитра в матче чемпионата СССР между московскими «Профсоюзами-1» и минским «Динамо».
27 января 1950 года получил всесоюзную, а 7 лет спустя — международную категорию. Судил финал Кубка СССР 1951. Пять раз он был включён в десятку лучших арбитров чемпионата СССР.
19 октября 1963 года Белов в качестве главного арбитра работал на отборочном мачте чемпионата Европы—1964 между сборными ГДР и Венгрии.

### Судья по хоккею с мячом
Судья всесоюзной категории по хоккею с мячом (1950). В 1957 году был судьёй в поле на матче между сборными Финляндии и Швеции — первом матче первого чемпионата мира по хоккею с мячом. На ещё одной игре этого чемпионата — между сборными СССР и Финляндии — был судьёй у ворот.

## Награды и звания
- Обладатель золотой медали за проведение более 100 матчей чемпионатов СССР.
- Почетный спортивный судья СССР[1].

## Семья
- Брат — Сергей Белов (1924—2005) — выступал за «Зенит» в 1948—1949 годах, после окончания карьеры футболиста работал оптиком на ГОМЗе и стал кавалером ордена Ленина[1].